# Diego Imbert
Pour les articles homonymes, voir Imbert.
Diego Imbert, né le 2 octobre 1966 à Paris 14e, est un musicien de jazz français.

## Carrière

### Début
Diego Imbert commence la musique à l’âge de six ans par le violon. A 15 ans, il s'oriente vers la basse électrique.
Ce n’est qu’en 1995 qu’il se met à la contrebasse (Cours du Conservatoire à Paris et stages avec Jean-François Jenny-Clark, Hein van de Geyn et Eddie Gomez).

### Collaborations
Diego Imbert multiplie au cours de sa carrière les expériences musicales avec de grands noms du jazz : Archie Shepp, Aldo Romano, Richard Galliano, Eric Legnini, Philip Catherine, Antonio Farao, Flavio Boltro, Jean-Michel Pilc, Franck Avitabile, Pierre de Bethmann, Guillaume de Chassy, Pierrick Pedron, Rosario Giuliani, Alain Jean-Marie, Sylvain Luc, Michael Felberbaum, Michel Perez, Olivier Ker Ourio, Baptiste Trotignon, Tigran Hamasyan, Ari Hoenig, Sara Lazarus, Elisabeth Kontomanou….
Diego Imbert est le contrebassiste, pendant près de dix années, du trio de Didier Lockwood, notamment pour le projet Hommage à Stephane Grappelli et le projet Django drom de Toni Gatlif.
Diego Imbert joue dans le Gipsy Project  de Bireli Lagrène, depuis sa création, avec Hono Winterstein à la guitare rythmique. Franck Wolf et son saxophone rejoignent le trio en 2009.
Diego Imbert participe au projet Le coq et la pendule , Hommage à Claude Nougaro (2009)  suivi de ANOUsGARO (2013) d’André Ceccarelli avec Pierre-Alain Goualch et David Linx qui évolue vers un nouveau projet, 7000 Miles avec un nouveau CD  paru à l’automne 2017. Sa rencontre avec Enrico Pieranunzi et Andre Ceccarelli a donné naissance à trois disques (Ménage à trois, Monsieur Claude) et l’hommage à Charlie Haden (Tribute to Charlie Haden) que Diego Imbert a imaginé en 2018.
Au-delà de ses propres projets, Diego Imbert participe actuellement à différentes formations : Hommage à Astor Piazzolla par le Daniel Mille Quintet, Hommage à Didier Lockwood avec Fiona Monbet, Francis Lockwood et Adrien Moignard, Silent Walk de Samuel Strouk, Ménage à Trois de Enrico Pieranunzi, 7000 Miles  avec David Linx, André Ceccarelli, Pierre-Alain Goualch...

### Diego Imbert Quartet (2008) et d'autres créations
En 2008, Diego imbert monte sa propre formation, le Diego Imbert Quartet  avec David El-Malek, Alex Tassel et Franck Agulhon et enregistre trois disques en tant que leader-compositeur-contrebassiste : A l’ombre du saule pleureur (2009), Next Move (2011) et Colors (2015) (Such Prod/Harmonia Mundi).
Il enregistre aussi en Duo avec le guitariste Michel Perez en 2013 l’album Double Entente (Such Prod/Harmonia Mundi) avec lequel il joue régulièrement depuis. Ce projet s’est transformé en Triple Entente (Trebim Music/L'autre distribution) avec l'arrivée, en 2016, du saxophoniste Sylvain Beuf.
En 2018, Diego Imbert enregistre l'album Tribute to Charlie Haden, (Trebim Music/L'autre distribution) , avec notamment Enrico Pieranunzi et André Ceccarelli. L'album est nommé aux Victoires du Jazz 2018 dans la catégorie Album Sensation.
En 2018, Diego Imbert crée Le Vent Nocturne, suite de poèmes symphoniques pour vingt musiciens à partir des poèmes de Guillaume Apollinaire à l'occasion du centenaire de sa disparition. Les poèmes sont chantés par Claudia Solal. Cette création, soutenue par la DRAC Grand-Est, le Conservatoire de Strasbourg et JazzDor est déclinée en 2019 sous une version simplifiée pour huit musiciens et une version symphonique en collaboration avec le Conservatoire de Troyes.

A l'automne 2018, pour le projet Urban,(Trebim Music/L'autre distribution), Diego Imbert choisit la basse électrique et réunit un septet, composé de Pierrick Pedron (sax Alto), David El-Malek (sax ténor), Quentin Ghomari (trompette, bugle), Bastien Ballaz (trombone), Pierre-Alain Goualch (Claviers) et Franck Agulhon (batterie, percussions).
"Avec ses rythmiques obstinées et hypnotiques, ses couleurs funky, les envolées lyriques des solistes et des cuivres veloutés ou percutants engendrant des harmonies bleutées, cet album nous invite à une balade à la démarche chaloupée sur les trottoirs éclairés au néon de la métropole jazz-funk."

### Professeur de musique
Titulaire du Diplôme d’État (DE) de jazz, il a enseigné au Centre Musical et Créatif de Nancy (CMCN), au Music Academy International (MAI) depuis 1991, ainsi qu'au Centre des Musiques Didier Lockwood (CMDL). Il anime, régulièrement, au sein de ces écoles des cours, des ateliers, des séminaires, des master classes et des stages d’été. Il participe, de plus, à de nombreux stages de jazz en tant qu’intervenant (Trèves, Lisieux, Semur-en-Auxois, Granville, etc.).
Il enseigne actuellement au sein du Département Jazz du Conservatoire de Troyes (Aube) et en assure la coordination.

### Journaliste
Diego Imbert a été journaliste pour les revues Bass & Drums et Guitare & Bass et intervient ponctuellement dans la revue Bassiste Magazine.

## Conseiller artistique de l'association Trebim Music
Fondé en 2009 par notamment, Michel Imbert, Dan Imbert et Sylvain Mariette, Diego Imbert assure depuis les premières années la fonction de conseiller artistique. Ce label produit les disques du Diego Imbert Quartet mais aussi les créations comme Hommage à Charlie Haden, et des disques d'autres musiciens : Valérie Graschaire, Hono Winterstein...
Entre 2015 et 2019, Diego Imbert assure la programmation du festival Estival Jazz en Haute-Marne, festival porté Trebim Music. Ce festival itinérant se déroule en juin ou juillet dans plusieurs villes et villages de Haute-Marne, dans des lieux du patrimoine ou des lieux insolites.

## Musique pour le théâtre, la danse et le cinéma
Diego Imbert a composé la musique du spectacle Marmonie et a réalisé la musique de l’Ombre d’un doute, Chemins de traverses et A4 interactions de la Compagnie du Ruisseau (Danse contemporaine) ainsi que les musiques des pièces Barre à mine, Godasses, tempête et le jardin du dedans dehors de la compagnie théâtrale Théarto.

## Récompenses
- 2020 : Prix du disque français pour Interplay, avec Alain Jean-Marie[16]